# Sarcoglottis trichogyna
Sarcoglottis trichogyna är en orkidéart som beskrevs av José Cuatrecasas. Sarcoglottis trichogyna ingår i släktet Sarcoglottis och familjen orkidéer.
Artens utbredningsområde är Costa Rica. Inga underarter finns listade i Catalogue of Life.